# Carlos Félix de Lima Mayer
Carlos Félix de Lima Mayer (Lisboa, 1846 — Lisboa, Santos-o-Velho, 28 de Fevereiro de 1910) foi um médico, empresário e intelectual que pertenceu ao grupo dos Vencidos da Vida.

## Biografia
Frequentou a Faculdade de Medicina da Universidade de Coimbra, depois a Escola Médico-Cirúrgica de Lisboa, acabando o seu curso de Medicina na Bélgica e em França. Trocou depois a clínica pela gestão de empresas financeiras em Moçambique, Angola, Açores e Algarve.
Suicidou-se em 1910.